# Techtochrysine
La techtochrysine est un composé chimique de la famille des flavones. C'est plus précisément une flavone O-méthylée, que l'on trouve notamment dans la griotte (Prunus cerasus), une plante endémique d'Europe et de l'Asie du Sud-Ouest.

## Hétéroside
Comme la plupart des flavonoïdes, la techtochrysine est présente dans la nature sous forme d'hétéroside. On peut notamment citer : 
- la techtochrysine 5-glucoside